# شميسة (جنس)
الشُّمَّيْسَة أو المِكرومرية (الاسم العلمي: Micromeria)، جنس نباتات مُزهرة من فصيلة الشفوية. تنتشر في جميع أنحاء أوروبا وآسيا وأفريقيا وأمريكا الشمالية، مركز تنوعها في منطقة البحر الأبيض المتوسط وجزر الكناري. قد توضع في جنس الندغ أحيانًا.